# Walentyna Łempicka
Walentyna Julianna Józefa Łempicka (imię zakonne Maria od Najświętszego Serca Jezusa Łempicka; ur. 7 lutego 1833 w Godziszewach k. Rypina, zm. 24 stycznia 1918 w Kętach) – polska zakonnica, początkowo felicjanka, a następnie franciszkanka Najświętszego Sakramentu oraz Służebnica Boża Kościoła katolickiego.

## Życiorys
Walentyna Łempicka pochodziła z Ziemi dobrzyńskiej, z parafii Świętej Trójcy w Rypinie w diecezji płockiej jako trzecie dziecko spośród sześciorga, jej rodziców Jana Pawła Łempickiego herbu Junosza i Wiktorii z domu Wiercieńskiej. Na chrzcie, który przyjęła 12 lutego 1833 w kościele Świętej Trójcy w Rypinie otrzymała imiona: Walentyna, Julianna, Józefa. Dzieciństwo i młodość spędziła w gronie rodzinnym w majątku ziemiańskim w Godziszewach, dorastając w atmosferze religijnej i patriotycznej.
Przełomowym momentem w jej życiu, który ukierunkował ją w stronę życia konsekrowanego była śmierć ojca. Trafiła wtedy do znanego kierownika duchowego o. Honorata Koźmińskiego OFMCap., późniejszego błogosławionego, który wyznaczył jej roczny okres próbny przed dokonaniem ostatecznego wyboru drogi zakonnej. Następnie 5 sierpnia 1859 wstąpiła do felicjanek w Warszawie, przyjmując imię zakonne Bronisława. Po złożeniu ślubów zakonnych pełniła funkcję kwestarki i zakrystianki oraz przez pewien czas kierowała zakładem dla pokutnic.
Po kasacie zakonów w Królestwie Polskim (w tym felicjanek w 1864) zatrzymała się na krótki czas u wizytek warszawskich, potem udała się do Krakowa. Osobiście wystarała się u cara Aleksandra II o przyznanie siostrom kapucynkom klasztoru w Przasnyszu, a następnie rozpoczęła w nim w 1871 nowicjat, przyjmując nowe imię zakonne Maria od Najświętszego Serca Jezusa. Wkrótce, z uwagi na prześladowanie władz cywilnych opuściła Ojczyznę i wyjechała do Rzymu. Za zezwoleniem papieża, bł. Piusa IX, rozpoczęła nowicjat w Zgromadzeniu Sióstr Maryi Wynagrodzicielki, po zakończeniu którego 8 września 1873 złożyła śluby zakonne wg reguły św. Klary, na ręce generała kapucynów o. Egidio Baldesi, a następnie powróciła do kraju. Została wtedy skierowana w 1881 przez metropolitę krakowskiego kard. Albina Dunajewskiego do Kęt, gdzie uzyskała pozwolenie na utworzenie nowej wspólnoty zakonnej, wybierając na klasztor zakupiony od Heleny Jasińskiej budynek starej poczty (dzisiejsza ul. Kościuszki).
Pociągnięta ideałami franciszkańskimi, zdołała zgromadzić wokół siebie grupę młodych kobiet, tak jak i ona gotowych służyć Bogu w życiu kontemplacyjnym i klauzurowym, naśladując czystość, ubóstwo i posłuszeństwo. Wśród nowych sióstr znalazła się m.in. Joanna Hałacińska z Bulowic, późniejsza Służebnica Boża i założycielka Sióstr Pasjonistek. Jako przełożona starała się zaradzić wszelkim potrzebom współsióstr, zarówno fizycznym jak i duchowym. Z materiałów źródłowych można się dowiedzieć, że klasztor wspierany był przez licznych darczyńców (m.in. rodziny: Jasińskich, Krzysztoforskich, Krzeczowskich, Jurów, Dworzańskich czy Chrzanowskich). Jedną z cech wyróżniających ją była wrażliwość na ubogich. Sama zachowująca ubóstwo, potrafiła podzielić się ze swego niedostatku (np. polecała rozdawać ubogim pieniądze składane do skarbonki św. Antoniego, a przychodzących do klasztoru po wsparcie nigdy nie odesłała z niczym). Była inicjatorką budowy kościoła przyklasztornego pw. Trójcy Świętej i nowego budynku klasztoru oraz ochronki dla osieroconych dzieci pod wezwaniem św. Józefa (obecnie budynek przy ul. Kościuszki 9), prowadzonej przez siostry zewnętrzne. Do jej bardzo bliskich osób zaliczała się współzałożycielka Zgromadzenia Sióstr Zmartwychwstania Pańskiego s. Celina Borzęcka, późniejsza błogosławiona, która tak ją opisała:

Poznałam siostrę Marię, kapucynkę, kwestującą na kościół i klasztor swój. Śliczna dusza, cała w Bogu i dla Boga. (...) Pojechałam do Kęt, gdzie trzy dni spędziłam u Matki Łempickiej zbudowana jestem jej silną wiarą, po tylu trudnościach przebytych zbudowała klasztor i kościół.

Siostra Maria stosowała liczne umartwienia (m.in. sypiała na podłodze, na śniadanie i obiad posilała się często suchym chlebem i surowym kwasem kapuścianym).
W 1907 wobec groźby kasaty Zakonu zdecydowano o przyłączeniu kapucynek z Kęt do zgromadzenia franciszkanek Najświętszego Sakramentu ze Lwowa, na którą zgodę wydali krakowski kard. Jan Duklan Puzyna oraz lwowski arcybiskup św. Józef Bilczewski (dzisiejsza nazwa to Klaryski od wieczystej Adoracji).
Pomimo podeszłego wieku i kalectwa spowodowanego nieszczęśliwym wypadkiem w 1910, po którym wycofała się z funkcji przełożonej s. Maria od Najświętszego Serca Jezusa wstawała regularnie o godz. 3 na adorację Najświętszego Sakramentu. Zmarła 24 stycznia 1918 w Kętach w opinii świętości. Została pochowana na cmentarzu komunalnym w Kętach, a następnie 9 listopada 2007 jej doczesne szczątki zostały przeniesione z cmentarza komunalnego i złożone w sarkofagu w Kaplicy Męki Pańskiej w Sanktuarium wieczystej Adoracji Najświętszego Serca Jezusa w Kętach.

## Publikacje
- Maria od Najświętszego Serca Jezusa (zebrały i oprac. SS. Klaryski od Wieczystej Adoracji z Kęt): „Boś Ty Bóg mój i Wszystko”. Modlitwy sł. B. Matki Marii do NSJ Łempickiej. Kraków: Wydawnictwo Księży Sercanów DEHON, 2007. ISBN 978-83-7519-039-7. OCLC 749544769. Brak numerów stron w książce

## Proces beatyfikacji
Z inicjatywy sióstr klarysek od wieczystej Adoracji z Kęt przekonanych o świątobliwości jej życia podjęto próbę wyniesienia jej na ołtarze. 13 maja 2005 Stolica Apostolska wydała tzw. Nihil obstat wyrażając zgodę na rozpoczęcie jej procesu beatyfikacyjnego.
7 lutego 2006 w Sanktuarium Wieczystej Adoracji Najświętszego Sakramentu w Kętach bp Tadeusz Rakoczy dokonał otwarcia procesu beatyfikacyjnego, a na postulatorkę procesu wyznaczono s. Franciszkę Hajduk OCPA. Odtąd przysługuje jej tytuł Służebnicy Bożej. Powołana komisja historyczna prowadziła prace w celu skompletowania pełnej dokumentacji o życiu s. Marii, docierając do 83 archiwów na terenie Polski, Austrii, Niemczech, Rosji i Włoch. Zebrano 314 oryginalnych rękopisów s. Marii, w tym 295 listów (większość z nich to korespondencja do o. Honorata Koźmińskiego OFMCap). 28 stycznia 2008 w Sanktuarium Wieczystej Adoracji Najświętszego Sakramentu w Kętach bp Tadeusz Rakoczy dokonał zamknięcia procesu beatyfikacyjnego na poziomie diecezjalnym, po czym akta procesu zostały przekazane Kongregacji Spraw Kanonizacyjnych w Rzymie, a następnie 14 maja 2010 Kongregacja wydała dekret o ważności procesu beatyfikacyjnego.